# Río Moselle

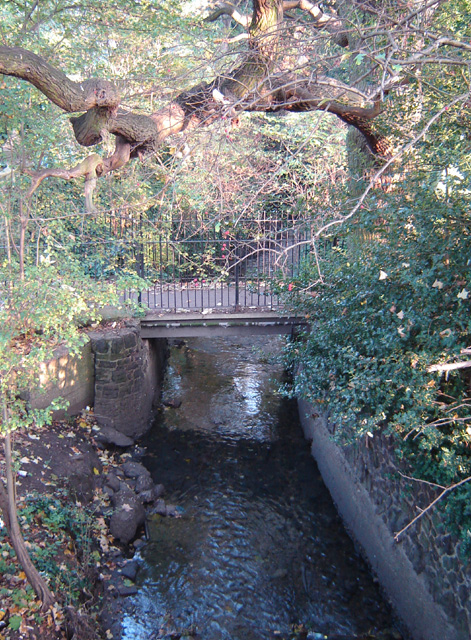
Vista del río Moselle en las inmediaciones del cementerio de Tottenham. Si bien en la actualidad es solo una modesta corriente, antiguamente representaba una significativa amenaza de inundación en la zona. (noviembre de 2005).

El río Moselle, también referido como arroyo Moselle, recorre la región norte de Londres y fluye a través de Tottenham hacia el Lee Valley. El río era originalmente un afluente del río Lea, pero actualmente desemboca en el arroyo Pymmes, el cual es otro tributario del río Lea.
El nombre deriva de 'Mosse-Hill' en Hornsey, porque esta tierra alta contiene una de las fuentes del río. El área de hill también da su nombre al distrito de Muswell Hill y por un tiempo el río fue conocido como "el río Moswell".
A diferencia del arroyo Hackney mucho más al sur, el arroyo Moselle no es un "río perdido"; por el contrario, su angosto curso fue cubierto a lo largo de la avenida Moselle en Noel Park donde corre como un río cubierto, pero en ningún momento desaparece en el sistema de aguas servidas de Londres ni nada por el estilo, y gran parte de su recorrido puede ser fácilmente rastreado por las calles del área. Incluso puede verse cómo fluye nuevamente a cielo abierto en Tottenham Cemetery y en "Lordship Recreation Ground", donde incluso da su nombre al área que queda en medio de Broadwater Farm.

## Su curso y desembocadura

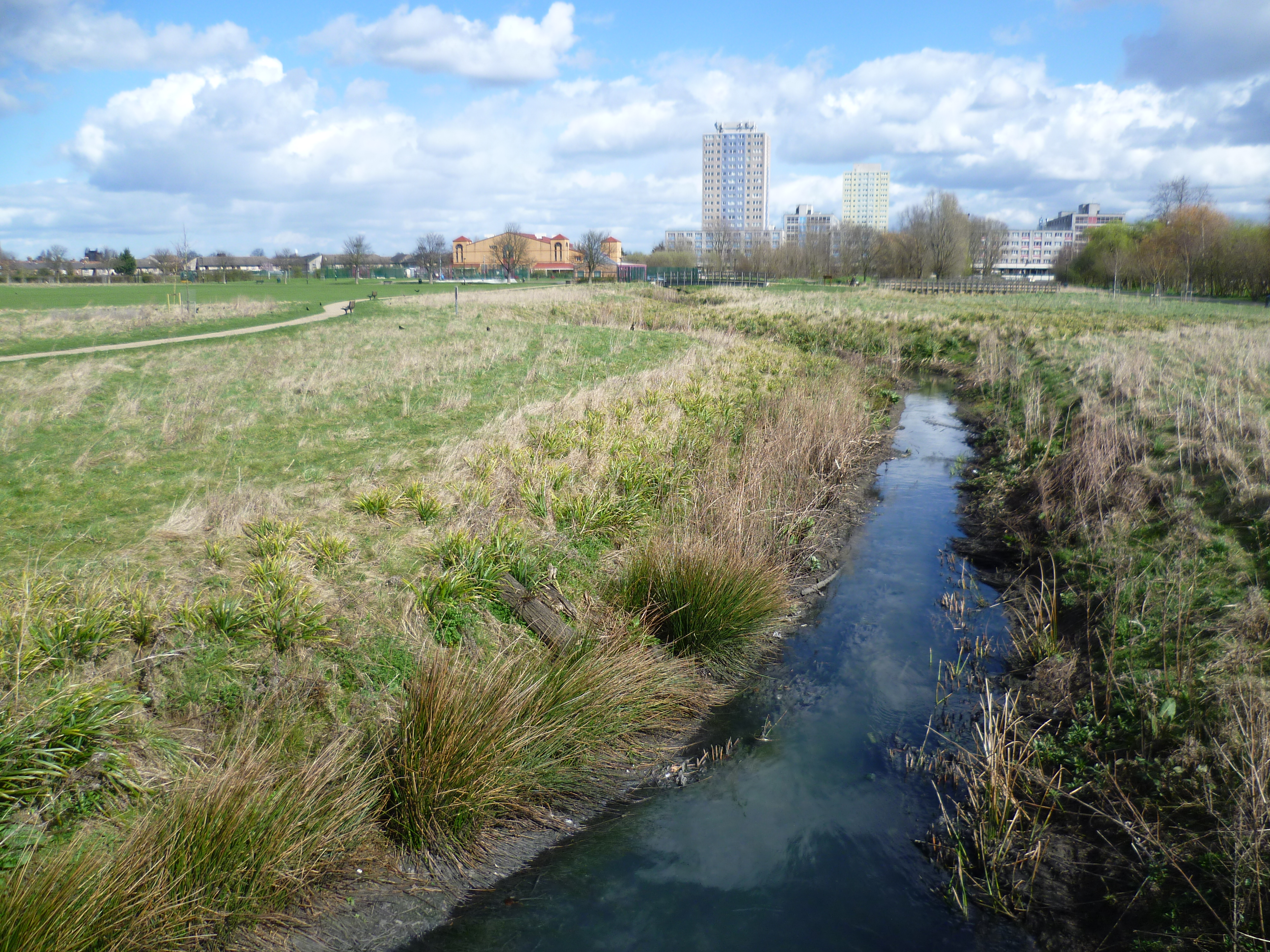
Río Moselle en Tottenham, Londres

Actualmente el arroyo Moselle tiene un modesto caudal, pero antiguamente significaba una seria amenaza de inundaciones en el área de Tottenham. Hasta el siglo XIX el río corría a cielo abierto sobre el suelo, pero en 1836 el trayecto más angosto sobre la Tottenham High Road y a lo largo del estadio de fútbol White Hart Lane fue encauzado por un canal cubierto. La etapa de obra donde el arroyo fue cubierto casi en su totalidad, ocurrió a partir del año 1906 y llevó varios años más de trabajo, dejando al arroyo totalmente cubierto entre el cementerio Tottenham Cemetery hasta el punto donde desemboca en el arroyo Pymme. El río continúa su trayecto a canal cubierto hasta que finalmente queda nuevamente a cielo abierto en las inmediaciones de High Road cerca de la unión de Lordship Lane y el límite de Scotland Green.
Hasta la década de 1960 se realizaban eventos anuales en las inmediaciones del arroyo en el zona, pero luego que éste fue cubierto y el área se desarrolló estas fiestas terminaron. Durante la reconstrucción de Broadwater Farm en 1967, había tal preocupación acerca de los riesgos de inundación que el río podía causar que todos los caminos públicos en el área fueron elevados de nivel y ninguna vivienda o tienda fue construida a nivel del suelo.